# Eleições legislativas portuguesas de 2019 no distrito de Leiria
| Eleições legislativas portuguesas de 2019 Distritos: Aveiro \| Beja \| Braga \| Bragança \| Castelo Branco \| Coimbra \| Évora \| Faro \| Guarda \| Leiria \| Lisboa \| Portalegre \| Porto \| Santarém \| Setúbal \| Viana do Castelo \| Vila Real \| Viseu \| Açores \| Madeira \| Estrangeiro |

## Resultados por concelho
Os resultados nos concelhos do Distrito de Leiria foram os seguintes:

### Alcobaça
| Partido                 | Partido                              | Votos  | %               | +/-  |
| ----------------------- | ------------------------------------ | ------ | --------------- | ---- |
|                         | Partido Social Democrata             | 9 604  | 35,13 / 100,00  | -    |
|                         | Partido Socialista                   | 8 520  | 31,16 / 100,00  | 5,76 |
|                         | Bloco de Esquerda                    | 2 273  | 8,31 / 100,00   | 0,27 |
|                         | CDS – Partido Popular                | 1 517  | 5,55 / 100,00   | -    |
|                         | CDU - Coligação Democrática Unitária | 1 061  | 3,88 / 100,00   | 0,65 |
|                         | Pessoas–Animais–Natureza             | 680    | 2,49 / 100,00   | 1,36 |
|                         | CHEGA!                               | 430    | 1,57 / 100,00   | Novo |
|                         | Aliança                              | 305    | 1,12 / 100,00   | Novo |
|                         | Outros (com menos de 1,00%)          | 1 379  | 5,05 / 100,00   |      |
| Votos Inválidos         | Votos Inválidos                      | 1 571  | 5,74 / 100,00   | 0,63 |
| Total                   | Total                                | 27 340 | 100,00 / 100,00 |      |
| Eleitorado/Participação | Eleitorado/Participação              | 48 527 | 56,34 / 100,00  | 3,10 |

| Freguesia              | %     | %     | %     | %    | %    | %    | %    | %    | Votantes |
| Freguesia              | PSD   | PS    | BE    | CDS  | CDU  | PAN  | CH   | A    | Votantes |
| ---------------------- | ----- | ----- | ----- | ---- | ---- | ---- | ---- | ---- | -------- |
| Alcobaça e Vestiaria   | 29,56 | 32,52 | 9,61  | 5,70 | 5,52 | 3,61 | 1,64 | 1,64 | 3 349    |
| Alfeizerão             | 37,05 | 33,06 | 7,67  | 6,48 | 2,18 | 2,05 | 1,12 | 1,06 | 1 606    |
| Aljubarrota            | 32,08 | 33,08 | 8,24  | 5,28 | 3,90 | 2,62 | 1,83 | 1,03 | 2 899    |
| Bárrio                 | 27,63 | 41,13 | 8,87  | 4,88 | 5,91 | 1,80 | 0,77 | 0,64 | 778      |
| Benedita               | 45,33 | 21,64 | 7,29  | 6,39 | 2,51 | 2,40 | 2,07 | 1,29 | 4 584    |
| Cela                   | 35,77 | 33,40 | 7,76  | 4,47 | 3,88 | 1,58 | 0,85 | 1,31 | 1 521    |
| Cós, Alpedriz e Montes | 20,91 | 43,26 | 9,83  | 3,37 | 4,95 | 2,82 | 1,38 | 0,76 | 1 454    |
| Évora de Alcobaça      | 40,50 | 29,19 | 6,71  | 6,84 | 2,84 | 2,11 | 1,59 | 0,86 | 2 326    |
| Maiorga                | 19,04 | 46,03 | 11,30 | 3,16 | 7,43 | 1,83 | 1,83 | 0,51 | 982      |
| Pataias e Martingança  | 23,18 | 40,70 | 11,15 | 2,53 | 6,02 | 2,75 | 1,40 | 0,89 | 3 275    |
| São Martinho do Porto  | 30,79 | 32,93 | 9,40  | 5,88 | 3,36 | 2,98 | 1,53 | 1,45 | 1 309    |
| Turquel                | 46,74 | 18,72 | 6,65  | 8,76 | 1,75 | 2,29 | 1,71 | 1,21 | 2 227    |
| Vimeiro                | 59,81 | 17,48 | 2,43  | 7,38 | 1,65 | 1,36 | 1,07 | 0,78 | 1 030    |
| Alcobaça               | 35,13 | 31,16 | 8,31  | 5,55 | 3,88 | 2,49 | 1,57 | 1,12 | 27 340   |

### Alvaiázere
| Partido                 | Partido                              | Votos | %               | +/-  |
| ----------------------- | ------------------------------------ | ----- | --------------- | ---- |
|                         | Partido Social Democrata             | 1 738 | 50,66 / 100,00  | -    |
|                         | Partido Socialista                   | 777   | 22,65 / 100,00  | 6,20 |
|                         | CDS – Partido Popular                | 288   | 8,39 / 100,00   | -    |
|                         | Bloco de Esquerda                    | 164   | 4,78 / 100,00   | 0,18 |
|                         | CHEGA!                               | 54    | 1,57 / 100,00   | Novo |
|                         | Pessoas–Animais–Natureza             | 51    | 1,49 / 100,00   | 0,81 |
|                         | CDU - Coligação Democrática Unitária | 40    | 1,17 / 100,00   | 0,18 |
|                         | Outros (com menos de 1,00%)          | 138   | 4,03 / 100,00   |      |
| Votos Inválidos         | Votos Inválidos                      | 181   | 5,28 / 100,00   | 1,06 |
| Total                   | Total                                | 3 431 | 100,00 / 100,00 |      |
| Eleitorado/Participação | Eleitorado/Participação              | 6 121 | 56,05 / 100,00  | 1,32 |

| Freguesia           | %     | %     | %    | %    | %    | %    | %    | Votantes |
| Freguesia           | PSD   | PS    | CDS  | BE   | CH   | PAN  | CDU  | Votantes |
| ------------------- | ----- | ----- | ---- | ---- | ---- | ---- | ---- | -------- |
| Almoster            | 52,05 | 24,92 | 8,83 | 3,79 | 0,63 | 0,63 | 1,58 | 317      |
| Alvaiázere          | 47,65 | 24,18 | 8,06 | 4,90 | 2,45 | 1,63 | 1,12 | 980      |
| Maçãs de Dona Maria | 52,89 | 23,14 | 8,26 | 4,37 | 0,35 | 1,65 | 0,83 | 847      |
| Pelmá               | 56,65 | 16,18 | 8,67 | 2,89 | 2,02 | 1,45 | 1,16 | 346      |
| Pussos São Pedro    | 49,10 | 22,21 | 8,61 | 6,06 | 1,91 | 1,49 | 1,38 | 941      |
| Alvaiázere          | 50,66 | 22,65 | 8,39 | 4,78 | 1,57 | 1,49 | 1,17 | 3 431    |

### Ansião
| Partido                 | Partido                              | Votos  | %               | +/-  |
| ----------------------- | ------------------------------------ | ------ | --------------- | ---- |
|                         | Partido Social Democrata             | 2 833  | 43,41 / 100,00  | -    |
|                         | Partido Socialista                   | 2 158  | 33,07 / 100,00  | 9,49 |
|                         | Bloco de Esquerda                    | 336    | 5,15 / 100,00   | 0,27 |
|                         | CDS – Partido Popular                | 223    | 3,42 / 100,00   | -    |
|                         | Pessoas–Animais–Natureza             | 129    | 1,98 / 100,00   | 1,22 |
|                         | CDU - Coligação Democrática Unitária | 126    | 1,93 / 100,00   | 0,64 |
|                         | CHEGA!                               | 86     | 1,32 / 100,00   | Novo |
|                         | Outros (com menos de 1,00%)          | 312    | 4,78 / 100,00   |      |
| Votos Inválidos         | Votos Inválidos                      | 323    | 4,95 / 100,00   | 0,80 |
| Total                   | Total                                | 6 526  | 100,00 / 100,00 |      |
| Eleitorado/Participação | Eleitorado/Participação              | 11 363 | 57,43 / 100,00  | 2,36 |

| Freguesia          | %     | %     | %    | %    | %    | %    | %    | Votantes |
| Freguesia          | PSD   | PS    | BE   | CDS  | PAN  | CDU  | CH   | Votantes |
| ------------------ | ----- | ----- | ---- | ---- | ---- | ---- | ---- | -------- |
| Alvorge            | 37,55 | 40,48 | 4,03 | 3,11 | 2,01 | 0,73 | 1,65 | 546      |
| Ansião             | 36,51 | 37,04 | 5,92 | 3,67 | 2,10 | 2,72 | 1,41 | 1 909    |
| Avelar             | 39,98 | 36,01 | 6,43 | 3,78 | 2,84 | 2,55 | 1,13 | 1 058    |
| Chão de Couce      | 45,02 | 32,97 | 4,38 | 3,49 | 1,89 | 1,89 | 0,50 | 1 004    |
| Pousaflores        | 46,83 | 31,94 | 3,97 | 4,37 | 1,19 | 1,39 | 1,39 | 504      |
| Santiago da Guarda | 54,49 | 23,72 | 4,58 | 2,59 | 1,53 | 1,13 | 1,73 | 1 505    |
| Ansião             | 43,41 | 33,07 | 5,15 | 3,42 | 1,98 | 1,93 | 1,32 | 6 526    |

### Batalha
| Partido                 | Partido                              | Votos  | %               | +/-  |
| ----------------------- | ------------------------------------ | ------ | --------------- | ---- |
|                         | Partido Social Democrata             | 3 297  | 39,77 / 100,00  | -    |
|                         | Partido Socialista                   | 2 019  | 24,35 / 100,00  | 7,15 |
|                         | Bloco de Esquerda                    | 665    | 8,02 / 100,00   | 0,16 |
|                         | CDS – Partido Popular                | 661    | 7,97 / 100,00   | -    |
|                         | Pessoas–Animais–Natureza             | 217    | 2,62 / 100,00   | 1,37 |
|                         | CDU - Coligação Democrática Unitária | 168    | 2,03 / 100,00   | 0,12 |
|                         | Iniciativa Liberal                   | 112    | 1,35 / 100,00   | Novo |
|                         | CHEGA!                               | 107    | 1,29 / 100,00   | Novo |
|                         | Aliança                              | 83     | 1,00 / 100,00   | Novo |
|                         | Outros (com menos de 1,00%)          | 381    | 4,60 / 100,00   |      |
| Votos Inválidos         | Votos Inválidos                      | 580    | 7,00 / 100,00   | 0,66 |
| Total                   | Total                                | 8 290  | 100,00 / 100,00 |      |
| Eleitorado/Participação | Eleitorado/Participação              | 13 994 | 59,24 / 100,00  | 0,88 |

| Freguesia         | %     | %     | %     | %    | %    | %    | %    | %    | %    | Votantes |
| Freguesia         | PSD   | PS    | BE    | CDS  | PAN  | CDU  | IL   | CH   | A    | Votantes |
| ----------------- | ----- | ----- | ----- | ---- | ---- | ---- | ---- | ---- | ---- | -------- |
| Batalha           | 34,77 | 26,18 | 10,09 | 7,71 | 2,78 | 2,52 | 1,60 | 1,37 | 1,02 | 4 320    |
| Golpilheira       | 37,64 | 25,52 | 8,55  | 9,12 | 3,00 | 1,96 | 1,62 | 0,81 | 1,50 | 866      |
| Reguengo do Fetal | 36,07 | 32,19 | 5,50  | 7,12 | 3,07 | 2,16 | 0,90 | 1,35 | 0,54 | 1 109    |
| São Mamede        | 53,58 | 15,54 | 4,71  | 8,52 | 1,85 | 0,90 | 0,95 | 1,30 | 1,00 | 1 995    |
| Batalha           | 39,77 | 24,35 | 8,02  | 7,97 | 2,62 | 2,03 | 1,35 | 1,29 | 1,00 | 8 290    |

### Bombarral
| Partido                 | Partido                              | Votos  | %               | +/-  |
| ----------------------- | ------------------------------------ | ------ | --------------- | ---- |
|                         | Partido Socialista                   | 2 121  | 35,52 / 100,00  | 7,24 |
|                         | Partido Social Democrata             | 1 611  | 26,98 / 100,00  | -    |
|                         | Bloco de Esquerda                    | 547    | 9,16 / 100,00   | 0,29 |
|                         | CDU - Coligação Democrática Unitária | 403    | 6,75 / 100,00   | 1,69 |
|                         | CDS – Partido Popular                | 396    | 6,63 / 100,00   | -    |
|                         | Pessoas–Animais–Natureza             | 173    | 2,90 / 100,00   | 1,49 |
|                         | CHEGA!                               | 91     | 1,52 / 100,00   | Novo |
|                         | LIVRE                                | 61     | 1,02 / 100,00   | 0,41 |
|                         | Outros (com menos de 1,00%)          | 275    | 4,60 / 100,00   |      |
| Votos Inválidos         | Votos Inválidos                      | 293    | 4,90 / 100,00   | 0,44 |
| Total                   | Total                                | 5 971  | 100,00 / 100,00 |      |
| Eleitorado/Participação | Eleitorado/Participação              | 11 081 | 53,89 / 100,00  | 2,45 |

| Freguesia             | %     | %     | %     | %    | %    | %    | %    | %    | Votantes |
| Freguesia             | PS    | PSD   | BE    | CDU  | CDS  | PAN  | CH   | L    | Votantes |
| --------------------- | ----- | ----- | ----- | ---- | ---- | ---- | ---- | ---- | -------- |
| Bombarral e Vale Covo | 36,44 | 24,04 | 10,95 | 7,67 | 5,71 | 3,25 | 1,64 | 1,23 | 3 170    |
| Carvalhal             | 37,28 | 31,03 | 8,01  | 3,17 | 7,01 | 2,75 | 1,25 | 1,17 | 1 199    |
| Pó                    | 39,70 | 33,00 | 3,47  | 3,47 | 7,69 | 1,49 | 0,99 | 0    | 403      |
| Roliça                | 29,94 | 28,69 | 7,51  | 9,01 | 8,34 | 2,59 | 1,67 | 0,67 | 1 199    |
| Bombarral             | 35,52 | 26,98 | 9,16  | 6,75 | 6,63 | 2,90 | 1,52 | 1,02 | 5 971    |

### Caldas da Rainha
| Partido                 | Partido                              | Votos  | %               | +/-  |
| ----------------------- | ------------------------------------ | ------ | --------------- | ---- |
|                         | Partido Social Democrata             | 7 532  | 32,17 / 100,00  | -    |
|                         | Partido Socialista                   | 7 320  | 31,26 / 100,00  | 4,93 |
|                         | Bloco de Esquerda                    | 2 539  | 10,84 / 100,00  | 0,73 |
|                         | CDS – Partido Popular                | 1 250  | 5,34 / 100,00   | -    |
|                         | CDU - Coligação Democrática Unitária | 999    | 4,27 / 100,00   | 0,65 |
|                         | Pessoas–Animais–Natureza             | 786    | 3,36 / 100,00   | 1,74 |
|                         | CHEGA!                               | 349    | 1,49 / 100,00   | Novo |
|                         | LIVRE                                | 281    | 1,20 / 100,00   | 0,30 |
|                         | Aliança                              | 254    | 1,08 / 100,00   | Novo |
|                         | Outros (com menos de 1,00%)          | 921    | 3,91 / 100,00   |      |
| Votos Inválidos         | Votos Inválidos                      | 1 183  | 5,05 / 100,00   | 0,55 |
| Total                   | Total                                | 23 414 | 100,00 / 100,00 |      |
| Eleitorado/Participação | Eleitorado/Participação              | 45 411 | 51,56 / 100,00  | 3,20 |

| Freguesia                                        | %     | %     | %     | %    | %    | %    | %    | %    | %    | Votantes |
| Freguesia                                        | PSD   | PS    | BE    | CDS  | CDU  | PAN  | CH   | L    | A    | Votantes |
| ------------------------------------------------ | ----- | ----- | ----- | ---- | ---- | ---- | ---- | ---- | ---- | -------- |
| A dos Francos                                    | 40,95 | 29,59 | 7,53  | 5,15 | 3,04 | 1,72 | 0,92 | 0,79 | 0,40 | 757      |
| Alvorninha                                       | 44,02 | 27,73 | 7,58  | 5,45 | 1,82 | 2,27 | 0,91 | 0,38 | 1,21 | 1 320    |
| Caldas da Rainha - Santo Onofre e Serra do Bouro | 23,38 | 35,14 | 13,55 | 4,06 | 5,33 | 4,39 | 1,85 | 1,31 | 1,07 | 4 877    |
| Carvalhal Benfeito                               | 50,25 | 22,95 | 5,19  | 7,20 | 1,34 | 2,51 | 1,51 | 0,34 | 0,84 | 597      |
| Foz do Arelho                                    | 28,48 | 33,59 | 8,98  | 7,12 | 4,49 | 4,33 | 2,48 | 0,93 | 0,62 | 646      |
| Landal                                           | 47,22 | 27,41 | 5,00  | 6,85 | 1,48 | 1,11 | 1,11 | 0,56 | 0,93 | 540      |
| Nadadouro                                        | 34,71 | 24,20 | 13,06 | 5,94 | 2,87 | 3,50 | 1,27 | 0,53 | 1,49 | 942      |
| Nossa Senhora do Pópulo, Coto e São Gregório     | 30,52 | 31,68 | 11,11 | 5,34 | 5,38 | 3,65 | 1,58 | 1,57 | 1,30 | 8 552    |
| Salir de Matos                                   | 36,27 | 31,74 | 9,66  | 5,29 | 2,52 | 3,11 | 0,84 | 0,76 | 0,76 | 1 191    |
| Santa Catarina                                   | 44,19 | 23,26 | 6,91  | 9,37 | 1,99 | 1,79 | 1,20 | 1,00 | 0,60 | 1 505    |
| Tornada e Salir do Porto                         | 24,87 | 35,99 | 14,01 | 3,55 | 4,62 | 3,15 | 1,32 | 1,37 | 1,12 | 1 970    |
| Vidais                                           | 46,03 | 27,08 | 7,16  | 5,42 | 1,74 | 1,74 | 1,55 | 0,97 | 0,77 | 517      |
| Caldas da Rainha                                 | 32,17 | 31,26 | 10,84 | 5,34 | 4,27 | 3,36 | 1,49 | 1,20 | 1,08 | 23 414   |

### Castanheira de Pêra
| Partido                 | Partido                              | Votos | %               | +/-  |
| ----------------------- | ------------------------------------ | ----- | --------------- | ---- |
|                         | Partido Socialista                   | 733   | 49,59 / 100,00  | 3,80 |
|                         | Partido Social Democrata             | 360   | 24,36 / 100,00  | -    |
|                         | Bloco de Esquerda                    | 125   | 8,46 / 100,00   | 1,30 |
|                         | CDS – Partido Popular                | 71    | 4,80 / 100,00   | -    |
|                         | CDU - Coligação Democrática Unitária | 40    | 2,71 / 100,00   | 1,14 |
|                         | Pessoas–Animais–Natureza             | 24    | 1,62 / 100,00   | 1,08 |
|                         | Outros (com menos de 1,00%)          | 63    | 4,26 / 100,00   |      |
| Votos Inválidos         | Votos Inválidos                      | 62    | 4,19 / 100,00   | 0,46 |
| Total                   | Total                                | 1 478 | 100,00 / 100,00 |      |
| Eleitorado/Participação | Eleitorado/Participação              | 2 645 | 55,88 / 100,00  | 3,08 |

| Freguesia                      | %     | %     | %    | %    | %    | %    | Votantes |
| Freguesia                      | PS    | PSD   | BE   | CDS  | CDU  | PAN  | Votantes |
| ------------------------------ | ----- | ----- | ---- | ---- | ---- | ---- | -------- |
| Castanheira de Pera e Coentral | 49,59 | 24,36 | 8,46 | 4,80 | 2,71 | 1,62 | 1 478    |
| Castanheira de Pera            | 49,59 | 24,36 | 8,46 | 4,80 | 2,71 | 1,62 | 1 478    |

### Figueiró dos Vinhos
| Partido                 | Partido                              | Votos | %               | +/-  |
| ----------------------- | ------------------------------------ | ----- | --------------- | ---- |
|                         | Partido Social Democrata             | 1 187 | 39,29 / 100,00  | -    |
|                         | Partido Socialista                   | 1 116 | 36,94 / 100,00  | 6,38 |
|                         | Bloco de Esquerda                    | 156   | 5,16 / 100,00   | 0,40 |
|                         | CDS – Partido Popular                | 131   | 4,34 / 100,00   | -    |
|                         | Pessoas–Animais–Natureza             | 68    | 2,25 / 100,00   | 1,75 |
|                         | CDU - Coligação Democrática Unitária | 39    | 1,29 / 100,00   | 0,58 |
|                         | CHEGA!                               | 36    | 1,19 / 100,00   | Novo |
|                         | Outros (com menos de 1,00%)          | 119   | 5,19 / 100,00   |      |
| Votos Inválidos         | Votos Inválidos                      | 169   | 5,59 / 100,00   | 0,23 |
| Total                   | Total                                | 3 021 | 100,00 / 100,00 |      |
| Eleitorado/Participação | Eleitorado/Participação              | 5 455 | 55,38 / 100,00  | 5,54 |

| Freguesia                       | %     | %     | %    | %    | %    | %    | %    | Votantes |
| Freguesia                       | PSD   | PS    | BE   | CDS  | PAN  | CDU  | CH   | Votantes |
| ------------------------------- | ----- | ----- | ---- | ---- | ---- | ---- | ---- | -------- |
| Aguda                           | 41,71 | 34,22 | 5,35 | 6,60 | 1,78 | 1,43 | 1,25 | 561      |
| Arega                           | 43,33 | 33,33 | 4,89 | 4,44 | 2,67 | 1,11 | 1,56 | 450      |
| Campelo                         | 41,86 | 40,70 | 4,65 | 1,16 | 0    | 1,16 | 1,16 | 86       |
| Figueiró dos Vinhos e Bairradas | 37,53 | 38,41 | 5,20 | 3,79 | 2,39 | 1,30 | 1,09 | 1 924    |
| Figueiró dos Vinhos             | 39,29 | 36,94 | 5,16 | 4,34 | 2,25 | 1,29 | 1,19 | 3 021    |

### Leiria
| Partido                 | Partido                              | Votos   | %               | +/-  |
| ----------------------- | ------------------------------------ | ------- | --------------- | ---- |
|                         | Partido Social Democrata             | 23 395  | 35,53 / 100,00  | -    |
|                         | Partido Socialista                   | 18 903  | 28,71 / 100,00  | 6,75 |
|                         | Bloco de Esquerda                    | 6 067   | 9,21 / 100,00   | 0,36 |
|                         | CDS – Partido Popular                | 4 201   | 6,38 / 100,00   | -    |
|                         | Pessoas–Animais–Natureza             | 2 066   | 3,14 / 100,00   | 1,90 |
|                         | CDU - Coligação Democrática Unitária | 1 828   | 2,78 / 100,00   | 0,33 |
|                         | CHEGA!                               | 922     | 1,40 / 100,00   | Novo |
|                         | Aliança                              | 747     | 1,13 / 100,00   | Novo |
|                         | Iniciativa Liberal                   | 734     | 1,11 / 100,00   | Novo |
|                         | LIVRE                                | 673     | 1,02 / 100,00   | 0,19 |
|                         | Outros (com menos de 1,00%)          | 2 018   | 3,08 / 100,00   |      |
| Votos Inválidos         | Votos Inválidos                      | 4 292   | 6,52 / 100,00   | 1,44 |
| Total                   | Total                                | 65 846  | 100,00 / 100,00 |      |
| Eleitorado/Participação | Eleitorado/Participação              | 113 021 | 58,26 / 100,00  | 1,97 |

| Freguesia                         | %     | %     | %     | %     | %    | %    | %    | %    | %    | %    | Votantes |
| Freguesia                         | PSD   | PS    | BE    | CDS   | PAN  | CDU  | CH   | A    | IL   | L    | Votantes |
| --------------------------------- | ----- | ----- | ----- | ----- | ---- | ---- | ---- | ---- | ---- | ---- | -------- |
| Amor                              | 27,11 | 32,17 | 9,63  | 7,11  | 2,96 | 3,01 | 1,31 | 1,31 | 1,26 | 1,18 | 2 294    |
| Arrabal                           | 39,93 | 24,57 | 7,75  | 9,34  | 2,91 | 1,92 | 0,93 | 0,73 | 0,99 | 0,66 | 1 510    |
| Bajouca                           | 52,89 | 14,97 | 4,15  | 10,33 | 4,23 | 1,14 | 1,14 | 0,65 | 1,22 | 1,06 | 1 229    |
| Bidoeira de Cima                  | 60,30 | 13,60 | 3,46  | 6,37  | 1,81 | 0,39 | 1,57 | 0,94 | 0,71 | 0,79 | 1 272    |
| Caranguejeira                     | 51,12 | 20,73 | 4,60  | 7,90  | 2,32 | 0,94 | 1,38 | 0,79 | 0,86 | 0,45 | 2 672    |
| Coimbrão                          | 27,90 | 36,05 | 8,75  | 5,67  | 4,61 | 2,25 | 1,89 | 0,47 | 0,71 | 1,18 | 846      |
| Colmeias e Memória                | 51,19 | 24,19 | 4,91  | 5,76  | 2,48 | 0,85 | 0,53 | 0,63 | 1,00 | 0,74 | 1 893    |
| Leiria, Pousos, Barreira e Cortes | 32,67 | 30,02 | 10,94 | 5,58  | 3,53 | 3,56 | 1,40 | 1,37 | 1,44 | 1,13 | 17 331   |
| Maceira                           | 27,28 | 37,13 | 10,38 | 4,69  | 2,85 | 3,20 | 1,57 | 0,65 | 0,77 | 0,59 | 4 780    |
| Marrazes e Barosa                 | 27,88 | 32,68 | 11,32 | 4,61  | 4,04 | 4,15 | 1,82 | 1,54 | 1,16 | 1,53 | 11 422   |
| Milagres                          | 40,59 | 26,80 | 7,65  | 6,21  | 1,70 | 1,11 | 0,78 | 0,98 | 0,98 | 1,05 | 1 530    |
| Monte Real e Carvide              | 28,70 | 33,69 | 10,63 | 5,33  | 3,15 | 2,60 | 1,32 | 0,80 | 0,66 | 1,14 | 2 888    |
| Monte Redondo e Carreira          | 34,84 | 27,71 | 7,49  | 9,00  | 3,12 | 2,94 | 0,79 | 0,82 | 0,79 | 0,57 | 2 790    |
| Parceiros e Azoia                 | 31,93 | 31,22 | 11,47 | 5,33  | 3,43 | 2,99 | 1,40 | 1,09 | 1,55 | 0,99 | 3 940    |
| Regueira de Pontes                | 28,73 | 33,13 | 6,30  | 7,85  | 2,07 | 2,76 | 1,73 | 2,93 | 0,78 | 0,95 | 1 159    |
| Santa Catarina da Serra e Chainça | 57,88 | 15,72 | 4,55  | 9,37  | 1,87 | 0,45 | 0,56 | 0,49 | 0,83 | 0,62 | 2 882    |
| Santa Eufémia e Boa Vista         | 45,64 | 21,67 | 6,25  | 9,08  | 2,04 | 1,61 | 2,08 | 0,91 | 1,04 | 0,74 | 2 303    |
| Souto da Carpalhosa e Ortigosa    | 41,87 | 22,13 | 7,28  | 10,43 | 1,90 | 1,06 | 1,45 | 1,00 | 0,81 | 0,93 | 3 105    |
| Leiria                            | 35,53 | 28,71 | 9,21  | 6,38  | 3,14 | 2,78 | 1,40 | 1,13 | 1,11 | 1,02 | 65 846   |

### Marinha Grande
| Partido                 | Partido                                         | Votos  | %               | +/-  |
| ----------------------- | ----------------------------------------------- | ------ | --------------- | ---- |
|                         | Partido Socialista                              | 6 373  | 35,08 / 100,00  | 5,39 |
|                         | Partido Social Democrata                        | 3 020  | 16,62 / 100,00  | -    |
|                         | Bloco de Esquerda                               | 2 616  | 14,40 / 100,00  | 0,73 |
|                         | CDU - Coligação Democrática Unitária            | 2 536  | 13,96 / 100,00  | 2,47 |
|                         | Pessoas–Animais–Natureza                        | 659    | 3,63 / 100,00   | 2,17 |
|                         | CDS – Partido Popular                           | 442    | 2,43 / 100,00   | -    |
|                         | Partido Comunista dos Trabalhadores Portugueses | 263    | 1,45 / 100,00   | 0,62 |
|                         | CHEGA!                                          | 259    | 1,43 / 100,00   | Novo |
|                         | Outros (com menos de 1,00%)                     | 974    | 5,36 / 100,00   |      |
| Votos Inválidos         | Votos Inválidos                                 | 1 026  | 5,65 / 100,00   | 1,25 |
| Total                   | Total                                           | 18 168 | 100,00 / 100,00 |      |
| Eleitorado/Participação | Eleitorado/Participação                         | 34 172 | 53,17 / 100,00  | 3,55 |

| Freguesia        | %     | %     | %     | %     | %    | %    | %    | %    | Votantes |
| Freguesia        | PS    | PSD   | BE    | CDU   | PAN  | CDS  | PCTP | CH   | Votantes |
| ---------------- | ----- | ----- | ----- | ----- | ---- | ---- | ---- | ---- | -------- |
| Marinha Grande   | 34,36 | 16,43 | 14,37 | 14,59 | 3,80 | 2,52 | 1,48 | 1,52 | 14 915   |
| Moita            | 42,13 | 11,52 | 13,12 | 14,87 | 1,90 | 2,04 | 2,04 | 0,73 | 686      |
| Vieira de Leiria | 37,36 | 19,09 | 14,88 | 10,05 | 3,08 | 2,03 | 1,09 | 1,05 | 2 567    |
| Marinha Grande   | 35,08 | 16,62 | 14,40 | 13,96 | 3,63 | 2,43 | 1,45 | 1,43 | 18 168   |

### Nazaré
| Partido                 | Partido                              | Votos  | %               | +/-  |
| ----------------------- | ------------------------------------ | ------ | --------------- | ---- |
|                         | Partido Socialista                   | 2 459  | 40,77 / 100,00  | 2,46 |
|                         | Partido Social Democrata             | 1 374  | 22,78 / 100,00  | -    |
|                         | Bloco de Esquerda                    | 794    | 13,16 / 100,00  | 0,68 |
|                         | CDU - Coligação Democrática Unitária | 407    | 6,75 / 100,00   | 1,09 |
|                         | CDS – Partido Popular                | 185    | 3,07 / 100,00   | -    |
|                         | Pessoas–Animais–Natureza             | 154    | 2,55 / 100,00   | 1,62 |
|                         | CHEGA!                               | 62     | 1,03 / 100,00   | Novo |
|                         | Outros (com menos de 1,00%)          | 338    | 5,61 / 100,00   |      |
| Votos Inválidos         | Votos Inválidos                      | 259    | 4,30 / 100,00   | 0,66 |
| Total                   | Total                                | 6 032  | 100,00 / 100,00 |      |
| Eleitorado/Participação | Eleitorado/Participação              | 14 409 | 41,86 / 100,00  | 6,00 |

| Freguesia         | %     | %     | %     | %     | %    | %    | %    | Votantes |
| Freguesia         | PS    | PSD   | BE    | CDU   | CDS  | PAN  | CH   | Votantes |
| ----------------- | ----- | ----- | ----- | ----- | ---- | ---- | ---- | -------- |
| Famalicão         | 36,52 | 26,96 | 12,01 | 3,68  | 5,39 | 3,06 | 0,25 | 816      |
| Nazaré            | 43,20 | 22,34 | 12,82 | 6,05  | 2,32 | 2,60 | 1,30 | 3 917    |
| Valado dos Frades | 36,10 | 21,48 | 14,93 | 10,78 | 3,85 | 2,08 | 0,69 | 1 299    |
| Nazaré            | 40,77 | 22,78 | 13,16 | 6,75  | 3,07 | 2,55 | 1,03 | 6 032    |

### Óbidos
| Partido                 | Partido                              | Votos  | %               | +/-  |
| ----------------------- | ------------------------------------ | ------ | --------------- | ---- |
|                         | Partido Socialista                   | 2 057  | 36,21 / 100,00  | 5,99 |
|                         | Partido Social Democrata             | 1 640  | 28,87 / 100,00  | -    |
|                         | Bloco de Esquerda                    | 548    | 9,65 / 100,00   | 1,74 |
|                         | CDU - Coligação Democrática Unitária | 279    | 4,91 / 100,00   | 1,07 |
|                         | CDS – Partido Popular                | 237    | 4,17 / 100,00   | -    |
|                         | Pessoas–Animais–Natureza             | 166    | 2,92 / 100,00   | 1,51 |
|                         | CHEGA!                               | 86     | 1,51 / 100,00   | Novo |
|                         | Outros (com menos de 1,00%)          | 339    | 5,97 / 100,00   |      |
| Votos Inválidos         | Votos Inválidos                      | 328    | 5,78 / 100,00   | 0,54 |
| Total                   | Total                                | 5 680  | 100,00 / 100,00 |      |
| Eleitorado/Participação | Eleitorado/Participação              | 10 408 | 54,57 / 100,00  | 1,85 |

| Freguesia                                | %     | %     | %     | %    | %    | %    | %    | Votantes |
| Freguesia                                | PS    | PSD   | BE    | CDU  | CDS  | PAN  | CH   | Votantes |
| ---------------------------------------- | ----- | ----- | ----- | ---- | ---- | ---- | ---- | -------- |
| A-dos-Negros                             | 42,96 | 22,93 | 11,33 | 4,83 | 4,01 | 2,76 | 1,24 | 724      |
| Amoreira                                 | 38,48 | 29,31 | 10,96 | 3,58 | 4,03 | 3,58 | 1,12 | 447      |
| Gaeiras                                  | 38,01 | 26,33 | 10,74 | 5,41 | 3,29 | 3,29 | 1,25 | 1 276    |
| Olho Marinho                             | 34,48 | 24,48 | 8,10  | 8,45 | 3,62 | 3,97 | 1,21 | 580      |
| Santa Maria, São Pedro e Sobral da Lagoa | 36,75 | 28,25 | 9,34  | 5,01 | 4,39 | 2,87 | 1,74 | 1 777    |
| Usseira                                  | 19,64 | 49,11 | 6,70  | 2,68 | 5,80 | 1,79 | 2,46 | 448      |
| Vau                                      | 34,58 | 33,41 | 8,64  | 2,10 | 5,37 | 1,40 | 1,64 | 428      |
| Óbidos                                   | 36,21 | 28,87 | 9,65  | 4,91 | 4,17 | 2,92 | 1,51 | 5 680    |

### Pedrógão Grande
| Partido                 | Partido                              | Votos | %               | +/-  |
| ----------------------- | ------------------------------------ | ----- | --------------- | ---- |
|                         | Partido Social Democrata             | 711   | 40,40 / 100,00  | -    |
|                         | Partido Socialista                   | 603   | 34,26 / 100,00  | 7,33 |
|                         | Bloco de Esquerda                    | 101   | 5,74 / 100,00   | 0,35 |
|                         | CDS – Partido Popular                | 52    | 2,95 / 100,00   | -    |
|                         | CHEGA!                               | 48    | 2,73 / 100,00   | Novo |
|                         | CDU - Coligação Democrática Unitária | 31    | 1,76 / 100,00   | 0,55 |
|                         | Pessoas–Animais–Natureza             | 26    | 1,48 / 100,00   | 1,03 |
|                         | Aliança                              | 20    | 1,14 / 100,00   | Novo |
|                         | Outros (com menos de 1,00%)          | 43    | 2,45 / 100,00   |      |
| Votos Inválidos         | Votos Inválidos                      | 125   | 7,10 / 100,00   | 1,56 |
| Total                   | Total                                | 1 760 | 100,00 / 100,00 |      |
| Eleitorado/Participação | Eleitorado/Participação              | 3 182 | 55,31 / 100,00  | 2,12 |

| Freguesia       | %     | %     | %    | %    | %    | %    | %    | %    | Votantes |
| Freguesia       | PSD   | PS    | BE   | CDS  | CH   | CDU  | PAN  | A    | Votantes |
| --------------- | ----- | ----- | ---- | ---- | ---- | ---- | ---- | ---- | -------- |
| Graça           | 44,48 | 31,04 | 3,58 | 3,28 | 2,39 | 0,60 | 1,19 | 2,39 | 335      |
| Pedrógão Grande | 37,58 | 35,89 | 6,32 | 3,47 | 3,38 | 1,78 | 1,16 | 0,71 | 1 123    |
| Vila Facaia     | 46,36 | 31,79 | 5,96 | 0,66 | 0,66 | 2,98 | 2,98 | 1,32 | 302      |
| Pedrógão Grande | 40,40 | 34,26 | 5,74 | 2,95 | 2,73 | 1,76 | 1,48 | 1,14 | 1 760    |

### Peniche
| Partido                 | Partido                                         | Votos  | %               | +/-  |
| ----------------------- | ----------------------------------------------- | ------ | --------------- | ---- |
|                         | Partido Socialista                              | 4 248  | 38,04 / 100,00  | 6,25 |
|                         | Partido Social Democrata                        | 2 662  | 23,84 / 100,00  | -    |
|                         | Bloco de Esquerda                               | 1 102  | 9,87 / 100,00   | 0,55 |
|                         | CDU - Coligação Democrática Unitária            | 842    | 7,54 / 100,00   | 3,61 |
|                         | Pessoas–Animais–Natureza                        | 357    | 3,20 / 100,00   | 1,63 |
|                         | CDS – Partido Popular                           | 337    | 3,02 / 100,00   | -    |
|                         | CHEGA!                                          | 234    | 2,10 / 100,00   | Novo |
|                         | Partido Comunista dos Trabalhadores Portugueses | 134    | 1,20 / 100,00   | 0,82 |
|                         | Reagir Incluir Reciclar                         | 129    | 1,16 / 100,00   | Novo |
|                         | Outros (com menos de 1,00%)                     | 463    | 4,14 / 100,00   |      |
| Votos Inválidos         | Votos Inválidos                                 | 659    | 5,90 / 100,00   | 1,53 |
| Total                   | Total                                           | 11 167 | 100,00 / 100,00 |      |
| Eleitorado/Participação | Eleitorado/Participação                         | 24 330 | 45,90 / 100,00  | 3,75 |

| Freguesia          | %     | %     | %     | %     | %    | %    | %    | %    | %    | Votantes |
| Freguesia          | PS    | PSD   | BE    | CDU   | PAN  | CDS  | CH   | PCTP | RIR  | Votantes |
| ------------------ | ----- | ----- | ----- | ----- | ---- | ---- | ---- | ---- | ---- | -------- |
| Atouguia da Baleia | 34,10 | 30,77 | 9,23  | 4,38  | 3,02 | 4,04 | 2,00 | 0,68 | 1,10 | 4 108    |
| Ferrel             | 45,85 | 22,79 | 8,11  | 4,56  | 2,92 | 3,01 | 1,19 | 0,82 | 1,09 | 1 097    |
| Peniche            | 39,14 | 19,28 | 10,76 | 10,71 | 3,39 | 2,27 | 2,28 | 1,54 | 1,16 | 5 342    |
| Serra d'El-Rei     | 40,81 | 19,03 | 9,52  | 6,45  | 3,23 | 2,74 | 2,74 | 2,42 | 1,61 | 620      |
| Peniche            | 38,04 | 23,84 | 9,87  | 7,54  | 3,20 | 3,02 | 2,10 | 1,20 | 1,16 | 11 167   |

### Pombal
| Partido                 | Partido                              | Votos  | %               | +/-  |
| ----------------------- | ------------------------------------ | ------ | --------------- | ---- |
|                         | Partido Social Democrata             | 9 728  | 41,14 / 100,00  | -    |
|                         | Partido Socialista                   | 6 413  | 27,12 / 100,00  | 7,49 |
|                         | Bloco de Esquerda                    | 1 856  | 7,85 / 100,00   | 0,28 |
|                         | CDS – Partido Popular                | 1 266  | 5,35 / 100,00   | -    |
|                         | Pessoas–Animais–Natureza             | 563    | 2,38 / 100,00   | 1,38 |
|                         | CDU - Coligação Democrática Unitária | 440    | 1,86 / 100,00   | 0,35 |
|                         | CHEGA!                               | 431    | 1,82 / 100,00   | Novo |
|                         | Outros (com menos de 1,00%)          | 1 378  | 5,81 / 100,00   |      |
| Votos Inválidos         | Votos Inválidos                      | 1 573  | 6,65 / 100,00   | 1,83 |
| Total                   | Total                                | 23 648 | 100,00 / 100,00 |      |
| Eleitorado/Participação | Eleitorado/Participação              | 50 059 | 47,24 / 100,00  | 0,48 |

| Freguesia                                          | %     | %     | %     | %    | %    | %    | %    | Votantes |
| Freguesia                                          | PSD   | PS    | BE    | CDS  | PAN  | CDU  | CH   | Votantes |
| -------------------------------------------------- | ----- | ----- | ----- | ---- | ---- | ---- | ---- | -------- |
| Abiul                                              | 56,98 | 18,74 | 4,21  | 4,88 | 0,57 | 1,34 | 1,91 | 1 046    |
| Almagreira                                         | 45,50 | 27,57 | 6,71  | 6,48 | 2,21 | 0,79 | 1,18 | 1 266    |
| Carnide                                            | 63,56 | 12,48 | 4,29  | 7,19 | 1,39 | 0,38 | 0,88 | 793      |
| Carriço                                            | 38,19 | 28,82 | 7,96  | 5,39 | 2,26 | 0,92 | 1,84 | 1 634    |
| Guia, Ilha e Mata Mourisca                         | 46,84 | 23,16 | 6,78  | 4,57 | 2,30 | 0,99 | 1,35 | 3 040    |
| Louriçal                                           | 37,37 | 27,56 | 9,39  | 5,14 | 2,85 | 2,24 | 0,93 | 2 141    |
| Meirinhas                                          | 56,30 | 14,96 | 4,20  | 7,43 | 1,94 | 1,40 | 1,51 | 929      |
| Pelariga                                           | 39,14 | 33,77 | 6,47  | 5,48 | 2,08 | 0,77 | 1,64 | 912      |
| Pombal                                             | 33,86 | 30,71 | 10,31 | 4,96 | 3,07 | 2,76 | 2,51 | 6 849    |
| Redinha                                            | 31,34 | 39,15 | 8,57  | 4,12 | 2,17 | 1,74 | 2,17 | 922      |
| Santiago e S. Simão de Litém e Albergaria dos Doze | 40,29 | 29,30 | 7,04  | 5,34 | 2,21 | 2,58 | 2,07 | 2 174    |
| Vermoil                                            | 46,21 | 23,46 | 5,79  | 6,18 | 1,95 | 2,03 | 1,49 | 1 279    |
| Vila Cã                                            | 42,68 | 23,53 | 6,94  | 7,09 | 1,51 | 1,96 | 1,96 | 663      |
| Pombal                                             | 41,14 | 27,12 | 7,85  | 5,35 | 2,38 | 1,86 | 1,82 | 23 648   |

### Porto de Mós
| Partido                 | Partido                              | Votos  | %               | +/-  |
| ----------------------- | ------------------------------------ | ------ | --------------- | ---- |
|                         | Partido Social Democrata             | 4 269  | 35,99 / 100,00  | -    |
|                         | Partido Socialista                   | 3 662  | 30,88 / 100,00  | 6,66 |
|                         | Bloco de Esquerda                    | 1 036  | 8,74 / 100,00   | 0,27 |
|                         | CDS – Partido Popular                | 648    | 5,46 / 100,00   | -    |
|                         | CDU - Coligação Democrática Unitária | 298    | 2,51 / 100,00   | 0,58 |
|                         | Pessoas–Animais–Natureza             | 294    | 2,48 / 100,00   | 1,43 |
|                         | Aliança                              | 125    | 1,05 / 100,00   | Novo |
|                         | Reagir Incluir Reciclar              | 121    | 1,02 / 100,00   | Novo |
|                         | CHEGA!                               | 120    | 1,01 / 100,00   | Novo |
|                         | Outros (com menos de 1,00%)          | 557    | 4,70 / 100,00   |      |
| Votos Inválidos         | Votos Inválidos                      | 730    | 6,16 / 100,00   | 0,74 |
| Total                   | Total                                | 11 860 | 100,00 / 100,00 |      |
| Eleitorado/Participação | Eleitorado/Participação              | 20 887 | 56,78 / 100,00  | 1,76 |

| Freguesia          | %     | %     | %     | %    | %    | %    | %    | %    | %    | Votantes |
| Freguesia          | PSD   | PS    | BE    | CDS  | CDU  | PAN  | A    | RIR  | CH   | Votantes |
| ------------------ | ----- | ----- | ----- | ---- | ---- | ---- | ---- | ---- | ---- | -------- |
| Alqueidão da Serra | 34,10 | 32,89 | 9,35  | 4,62 | 2,86 | 1,54 | 0,66 | 1,10 | 0,88 | 909      |
| Alvados e Alcaria  | 55,00 | 18,10 | 5,95  | 7,14 | 1,19 | 0,95 | 1,43 | 0,95 | 1,67 | 420      |
| Arrimal e Mendiga  | 44,91 | 24,68 | 7,14  | 6,28 | 1,41 | 1,41 | 0,65 | 1,95 | 0,22 | 924      |
| Calvaria de Cima   | 28,28 | 34,51 | 9,51  | 5,13 | 3,28 | 3,54 | 1,52 | 0,59 | 1,52 | 1 188    |
| Juncal             | 33,19 | 33,06 | 8,60  | 5,94 | 2,97 | 2,34 | 0,95 | 1,14 | 0,44 | 1 582    |
| Mira de Aire       | 28,50 | 38,53 | 9,91  | 3,24 | 3,24 | 4,48 | 0,88 | 0,53 | 1,06 | 1 695    |
| Pedreiras          | 35,45 | 33,02 | 6,89  | 4,69 | 1,96 | 2,82 | 1,17 | 1,25 | 1,25 | 1 278    |
| Porto de Mós       | 35,47 | 30,35 | 10,06 | 5,87 | 2,59 | 1,84 | 1,23 | 0,85 | 1,13 | 2 932    |
| São Bento          | 61,18 | 12,78 | 4,67  | 9,58 | 1,47 | 1,47 | 0,74 | 0,49 | 0,25 | 407      |
| Serro Ventoso      | 43,24 | 20,76 | 7,81  | 7,05 | 1,14 | 2,29 | 0,95 | 2,29 | 1,90 | 525      |
| Porto de Mós       | 35,99 | 30,88 | 8,74  | 5,46 | 2,51 | 2,48 | 1,05 | 1,02 | 1,01 | 11 860   |